# اتحادیه غونا
اتحادیه غونا (به لاتین: Ghona Union) یک منطقهٔ مسکونی در بنگلادش است که در Satkhira Sadar Upazila واقع شده‌است.